# The Red Chord
The Red Chord est un groupe de deathcore américain, originaire de Revere, dans le Massachusetts. Le groupe se compose actuellement du chanteur Guy Kozowyk, du guitariste Mike « Gunface » McKenzie, et du bassiste Greg Weeks. Le groupe gagne en popularité grâce à leur premier album en 2002, Fused Together in Revolving Doors. Leur second album, Clients, est commercialisé en 2005 et vendu à plus de 50 000 exemplaires aux États-Unis. Ils font paraître leur troisième album, Prey for Eyes en 2007, vendu entre 4 000 et 5 000 exemplaires et débute 198e au Billboard 200. Leur dernier album, Fed Through the Teeth Machine, débute 180e au Billboard 200. The Red Chord a fait paraître quatre albums studio, et a participé à de nombreux festivals en Amérique du Nord, en Europe et au Japon.

## Biographie

### Formation,Fused Together in Revolving DoorsetClients(1999–2006)
The Red Chord est formé à Revere, dans le Massachusetts, en 1999, par le chanteur Guy Kozowyk et le guitariste Kevin Rampelberg. Un an plus tard, le groupe recrute un second guitariste « Gunface » McKenzie, le bassiste Adam Wentworth et le batteur Mike Justian. Le nom du groupe s'inspire d'une pièce d'opéra, Wozzeck de Alban Berg, dans laquelle un schizophrène égorge son épouse et qui lui demande, lorsqu'il revient à son état normal : « mon amour, qu'est-ce donc que cette corde rouge que tu as autour du coup ? » (« my love, what is that red cord across your neck ? »). Leur premier album Fused Together in Revolving Doors est enregistré avec le producteur Andrew Schneider en décembre 2001 et distribué au label Robotic Empire. Avec la parution de son premier album, The Red Chord se forge une popularité.
Début 2004, Wentworth et Justian annonce leur séparation avec The Red Chord, et le groupe recrute donc le bassiste Gregory Weeks et le batteur Jon Dow, pour les remplacer. En avril cette même année, The Red Chord participe à une tournée aux côtés de Six Feet Under, parmi d'autres. Le premier album est redistribué avec leurs pistes démo, une performance sur scène et le vidéoclip du titre Dreaming In Dog Years. En mars, le groupe signe avec Metal Blade Records. John Longstreth remplace Dow en mai, mais part du groupe en septembre. The Red Chord intègre les Planet Z Studios à Hadley le 1er novembre, avec leur nouveau batteur Brad Fickeisen, et enregistre leur second album Clients,, qui s'est vendu à 50 000 exemplaires aux États-Unis.
2005 démarre avec plusieurs tournées américaines, et s'achève avec des dates de tournées européennes en décembre. Le groupe tourne une vidéo promotionnelle du titre Antman aux côtés du réalisateur Dave Brodsky. La tournée débute en février 2006 jusqu'à leur participation à l'Ozzfest en juin,.

### Prey for EyesetFed Through the Teeth Machine(depuis 2007)

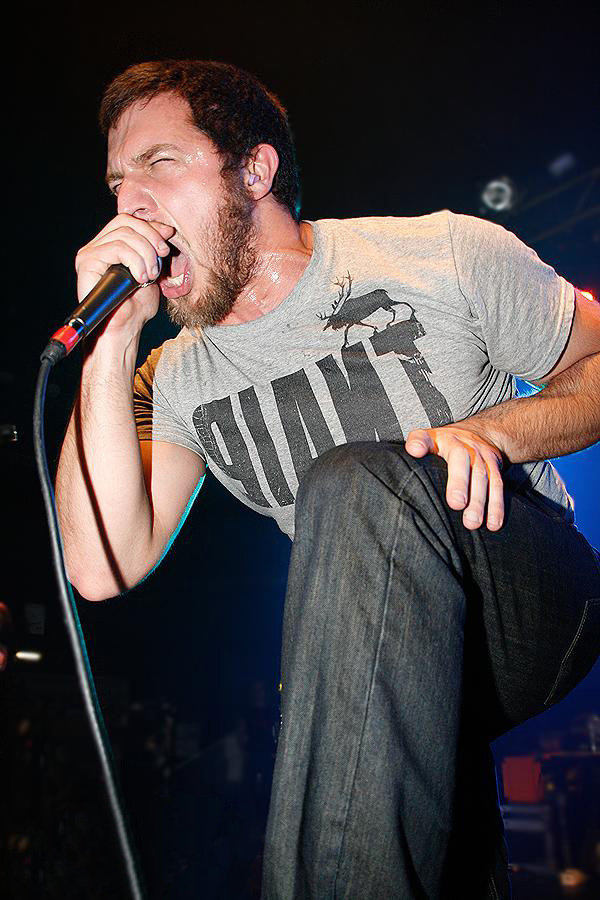
Kozowyk, sur scène.

En février 2007, le guitariste Jonny Fay décide de quitter le groupe. Il est remplacé par Mike Keller. En mai 2007, le groupe part pour une autre tournée en Europe. Leur troisième album, Prey for Eyes, est commercialisé le 24 juillet,. Le groupe se sépare avec Keller début septembre et décide de ne pas le remplacer.
Le quatrième album du groupe, Fed Through the Teeth Machine, est enregistré entre le premier et deuxième trimestre 2009 à Milford dans le New Hampshire, aux Backyard Studios, dirigé par l'ancien guitariste du groupe Jonny Fay. L'album est commercialisé le 27 octobre 2009. Kozowyk explique l'intensité et la maturité de leurs nouvelles chansons : « ça va plus vite et c'est plus heavy, mais c'est aussi plus orienté groove et mélodies ». Fed Through the Teeth Machine s'est vendu à 2 700 exemplaires aux États-Unis une semaine après parution, et débute 180e au Billboard 200,.
En 2010, la sortie de l'album est suivie par une tournée promotionnelle aux États-Unis. À cause des grandes éruptions volcaniques islandaises, The Red Chord est forcé d'annuler sa participation à la tournée européenne Machines Of Grind avec Aborted et Rotten Sound, qui embarqueront par conséquent pour une tournée DIY Fuck The Volcano. Le groupe part plus tard pour une tournée au Japon avec Between the Buried and Me. Le batteur Michael Justian rejoint le groupe en février 2010, peu après le départ de Fickeisen. Fickeisen commente son départ : « ce n'est pas facile de quitter petit à petit un groupe en constante amélioration [...] Je voudrais remercier Greg, Guy, et Mike, et leur souhaite bonne chance pour l'avenir. » Un vidéoclip est tourné pour le titre Demoralizer, fin 2009, qui est commercialisé à la mi-février.
Justian quitte The Red Chord en mars 2011 et le groupe engage Jon « The Charn » Rice du groupe Job for a Cowboy pour leur prochaine tournée.

## Style musical
La majeure partie des musiques composées par The Red Chord sont de McKenzie, et à un certain niveau par Weeks et les autres membres du groupe. Les paroles sont rédigées par Kozowyk. Leur style grindcore,,,,,, et sonorité orientée deathgrind, possiblement avec quelques éléments death metal incorporés,,,, metalcore,,,, punk hardcore,, et death metal progressif,, est typiquement expérimentale,,. The Red Chord change fréquemment de tempo, utilise une approche instrumentale technique et un style groove dans leur musique,. Le style vocal de Kozowyk se compose de grunts gutturels, avec occasionnellement la prononciation de quelques mots.

## Formation
Membres actuels
- Guy Kozowyk – chant (depuis 1999)
- Mike « Gunface » McKenzie – guitare électrique, chœur (depuis 2000)
- Greg Weeks – guitare basse (depuis 2004)

Anciens membres
- Kevin Rampelberg – guitare (1999–2005)
- Adam Wentworth – basse (2000–2004)
- Michael Justian – batterie (2000–2004, 2010–2011)
- Jon Dow – batterie (2004)
- John Longstreth – batterie (2004)
- Brad Fickeisen – batterie (2004–2010)
- Jonny Fay – guitare (2005–2007)
- Mike Keller – guitare (2007–2008)

Membres de tournée
- Kevin Talley – batterie (2006)
- Jon « The Charn » Rice – batterie (2011)

## Discographie
- Fused Together in Revolving Doors (2002)
- Clients (2005)
- Prey for Eyes (2007)
- Fed Through the Teeth Machine (2009)